# Huhdanpää
Huhdanpää är en udde i Finland. Den ligger i Nådendal i landskapet Egentliga Finland, i den sydvästra delen av landet, 170 km väster om huvudstaden Helsingfors.
Terrängen inåt land är mycket platt. Havet är nära Huhdanpää åt sydväst. Runt Huhdanpää är det glesbefolkat, med 14 invånare per kvadratkilometer. Närmaste större samhälle är Nådendal, 13,0 km öster om Huhdanpää. 